# Corpore insepulto
Corpore insepulto és una locució llatina que significa «amb el cos no sebollit», originària de la litúrgia catòlica per indicar un funeral amb el cos del difunt present. Com expressió llatina no catalanitzada, s'escriu sense accents diacrítics i generalment amb cursiva.

## En la literatura
- Extret del llibre Jugar-s'hi la vida de Màrius Serra i Roig:[4]

| «                           | —Li agradava explicar la trobada amb una senyora gran, […] a la capella ardent que l'Ajuntament de Barcelona va dedicar al Terenci. […] i li va dir: «Miri si ha arribat a ser important, el nen, que fins i tot li han fet un enterro de corpore ensupunto» —En su punto? —Bé, la dona volia dir corpore insepulto, però no acabava de dominar el llatí i va tirar pel dret. | » |
| — Màrius Serra i Roig, 2019 | |   |

- En triar el títol Mens sana in corpore insepulto: últimes converses amb Mariano de la Cruz per les converses editades per Jaume Boix i Arcadi Espada Enériz, De la Cruz, amb esperit viu, però amb càncer inguarible, feia ironia del seu cos, quasi mort. De fet, fa morir tres dies després de la darrera conversa.[5]